# 1789 en philosophie
Chronologie de la philosophie
- 1785
- 1786
- 1787
- 1788
- 1789
- 1790
- 1791
- 1792
- 1793

L’année 1789 a été marquée, en philosophie, par les événements suivants :

## Publications
- Richard Price : A Discourse on the Love of Our Country.

## Naissances
- 20 juin: Friedrich Wilhelm Carové, avocat et philosophe allemand († 18 mars 1852).